# ميناء جن جن
ميناء جن جن هو من أكبر موانئ الجزائر يقع بالطاهير ولاية جيجل، يقع قرب مطار فرحات عباس، طاقته الاستيعابية 4،5 مليون طن سنويا، يستجيب لكل التقنيات الحديثة في مجال النقل البحري، يحتوي على أرضية يصل عمقها إلى 18.2م، موصول مع أهم محاور الاتصالات لا سيما المنفذ شمال جنوب جيجل-سطيف وخط السكك الحديدية مما يجعله المحور المفضل للنقل الأورو أفريقي.

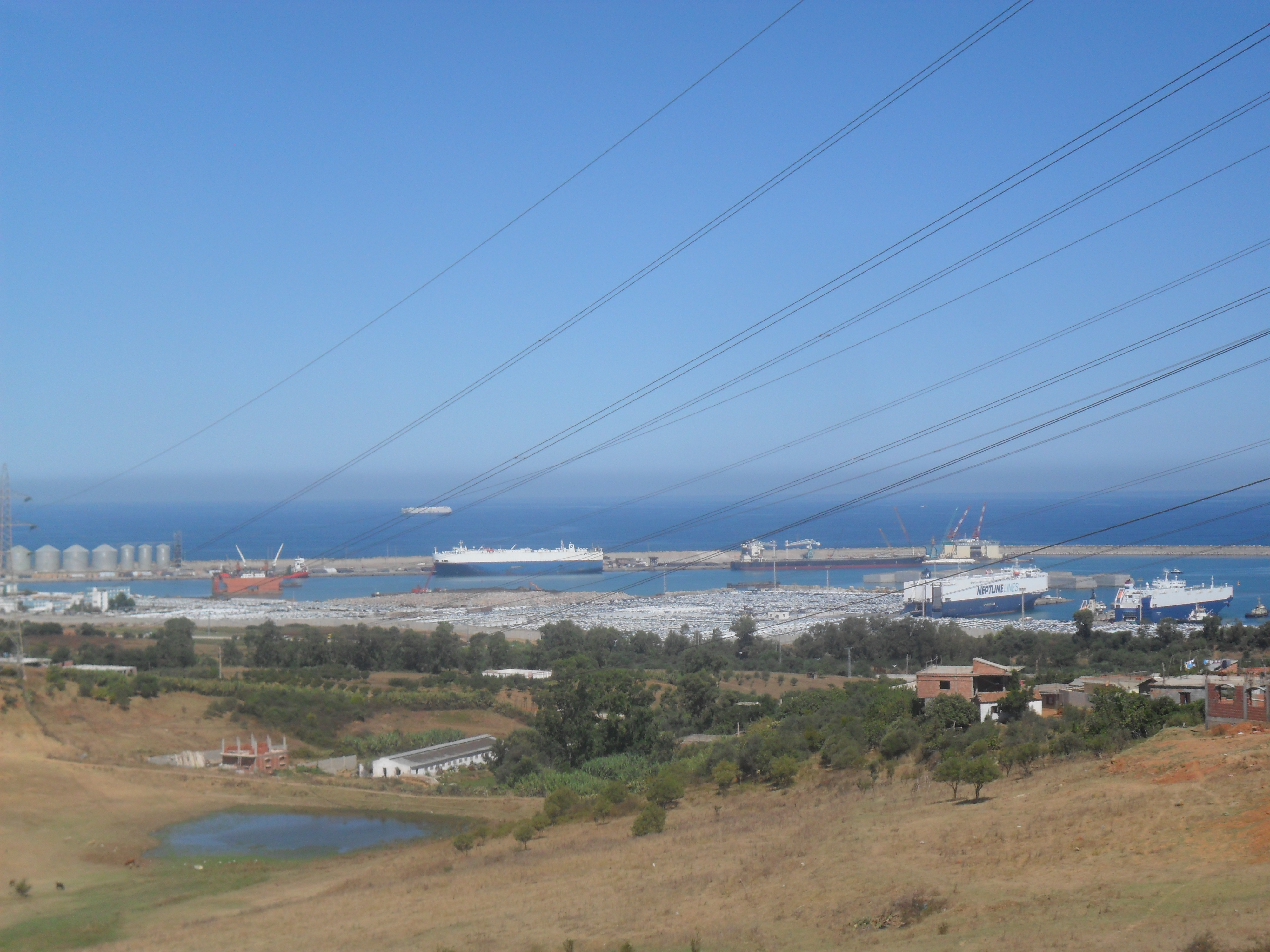
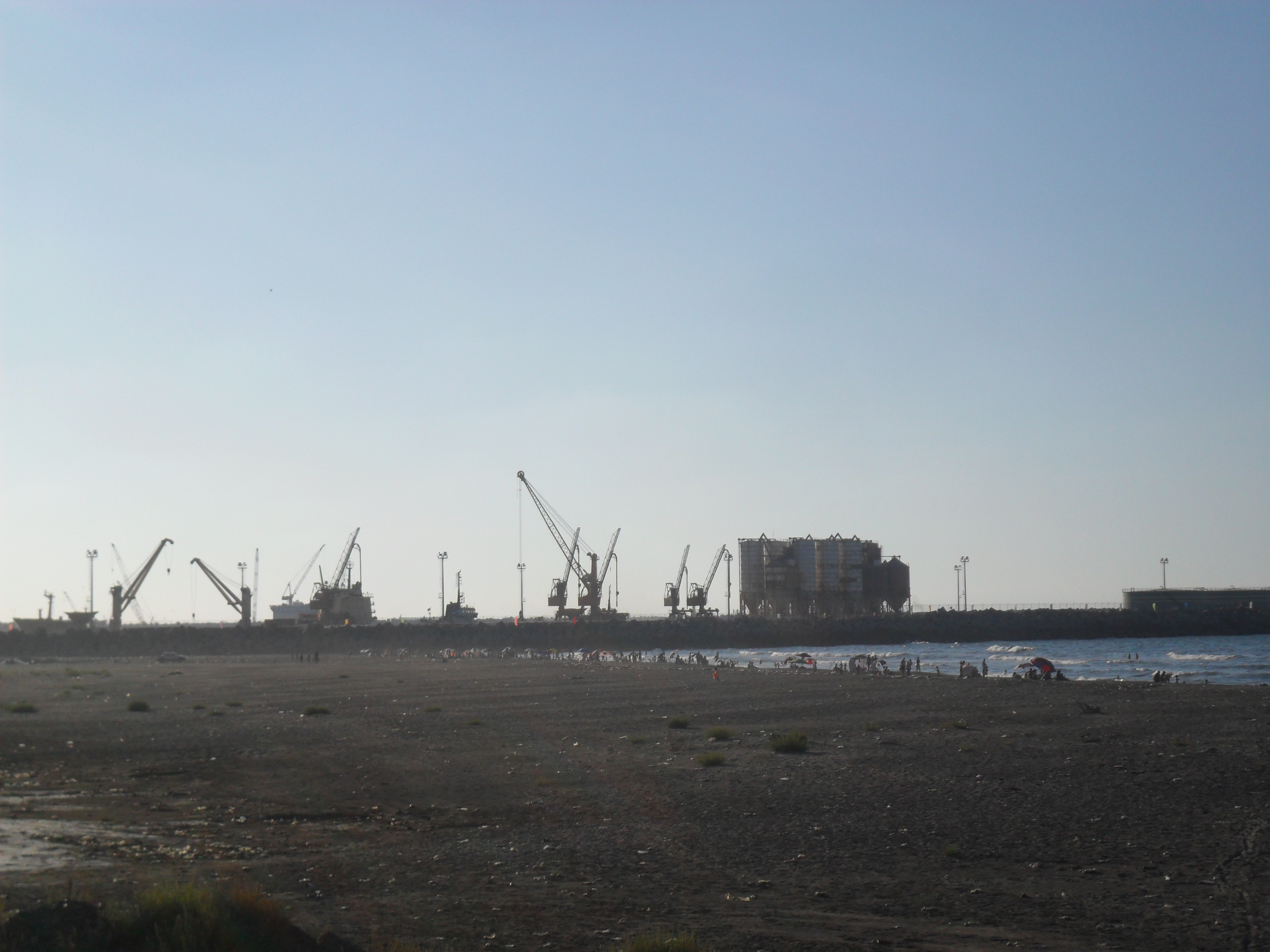

يبعد عن كل من:
- الجزائر العاصمة: 350 كم
- حاسي مسعود: 900 كم
- مدينة جيجل: 10 كم
- المنطقة الصناعية بلارة: 40 كم

## إحصاءات
عرف الميناء خلال عام 2023 ارتفاعا في مبادلاته التجارية التي انتقلت من 9،2  مليون طن سنة 2022 إلى  9،8  مليون طن خلال سنة 2023 أي بزيادة تقدر ب 7 %.